# Manjar de amor
Manjar de amor es una película hispano alemana de 2002 dirigida por el director español Ventura Pons, basada en la novela de 1998 The Page Turner (Junto al Pianista en español), escrita por David Leavitt. Estrenada en España el 8 de febrero de 2002 y presentada en el Festival Internacional de Cine de Berlín, el Festival Internacional de Cine de Montreal y el Festival Internacional de Cine Gay y Lésbico de Filadelfia el mismo año.

## Argumento
Paul Porterfield (Kevin Bishop) es un joven estudiante de música que acepta la oportunidad que le ofrece Joseph Mansourian (Allan Corduner) de ser el encargado de cambiar las páginas de las partituras de un renombrado pianista e ídolo personal de Paul, Richard Kennington (Paul Rhys). Debido a los problemas maritales que experimenta la madre de Paul, Pamela (Juliet Stevenson), decide ir Barcelona con su hijo, donde se reencuentra con Kennington. Kennington convence a Paul de ir a su habitación de hotel para darle un masaje, lo que deriva en una posterior relación amorosa entre ellos. En el último día de estadía en Barcelona de Kennington y los Porterfield, Pamela decide quedarse en el hotel, mientras Paul da un recorrido por el lugar, para seducir a Kennington; desconsolada por su fracaso en intentar seducir a Kennington, entra al baño de la habitación de Kennington y encuentra la ropa interior de Paul.
Después de que Kennington viaja a Nueva York y los Porterfield regresan a Granada, el amor entre Paul y Kennington parece terminar. Seis meses después, Paul ingresa en el Colegio de Música e inicia  una relación con un hombre mayor. Joseph Mansourian se vuelve a encontrar con Paul y le ofrece ser el cambiapáginas de otro pianista, lo que le provoca frustración al convencerlo de que no es lo suficientemente bueno en la música. Paul regresa a la casa de su madre en Navidad, pero ignorante de la sexualidad de Paul, Pamela comienza a revisar el equipaje de Paul y encuentra material gay y la fotografía de Kennington. Pamela pretende enfrentar a Paul y a Kennington, lo que la lleva a seguir a su hijo hasta donde vive y aclarar la situación del romance que tuvo con Kennington.

## Reparto
- Paul Porterfield- Kevin Bishop
- Richard Kennington- Paul Rhys
- Pamela Porterfield - Juliet Stevenson
- Joseph Mansourian- Allan Corduner
- Izzy - Craig Hill
- Tushi - Leslie Charles
- Diane - Pamela Field
- Teddy - Naim Thomas
- Novotna - Geraldine McEwan

## Recepción
La película tiene un porcentaje de 44% positivo y una calificación de rotten en Rotten Tomatoes. También sostiene una puntuación de 6.3 en Internet Movie Database. La película fue presentada en el Festival Internacional de Cine de Berlín, el Festival Internacional de Cine de Montreal y el Festival Internacional de Cine Gay y Lésbico de Filadelfia y el Festival Internacional de Cine Gay y Lésbico de San Francisco en el año 2002.

### Premios
| Premio                | Categoría               | Receptor         | Resultado |
| --------------------- | ----------------------- | ---------------- | --------- |
| Barcelona Film Awards | Mejor música            | Carles Cases     | Ganador   |
| Dallas OUT Takes      | Mejor actriz            | Juliet Stevenson | Ganador   |
| Dallas OUT Takes      | Mejor película          | Ventura Pons     | Ganador   |
| Premios Butaca        | Mejor película catalana | Ventura Pons     | Nominado  |